# Chard
Chard (en francès Chard) és una comuna (municipi) de França, a la regió de la Nova Aquitània, departament de la Cruesa, al districte d'Aubusson i cantó d'Auzances.
La seva població al cens de 1999 era de 173 habitants. Pertany a la Communauté de communes Auzances-Bellegarde-en-Marche.

## Demografia
| 1968 | 1975 | 1982 | 1990 | 1999 |
| ---- | ---- | ---- | ---- | ---- |
| 282  | 261  | 215  | 204  | 173  |

## Administració
| Període | Identitat     | Partit |
| ------- | ------------- | ------ |
| 2001-   | Serge Perrier |        |